# Cyclocephala krombeini
Cyclocephala krombeini är en skalbaggsart som beskrevs av S. Endrödi 1979. Cyclocephala krombeini ingår i släktet Cyclocephala, och familjen Dynastidae. Inga underarter finns listade.